# 龚玲
龚玲（1958年—），湖南石门人，汉族，中华人民共和国政治人物、第十一届全国人民代表大会吉林地区代表。
毕业于东北师范大学教育学原理专业，是中共党员。担任吉林省实验中学校长。2008年起担任全国人大代表。